# William A. Wheeler

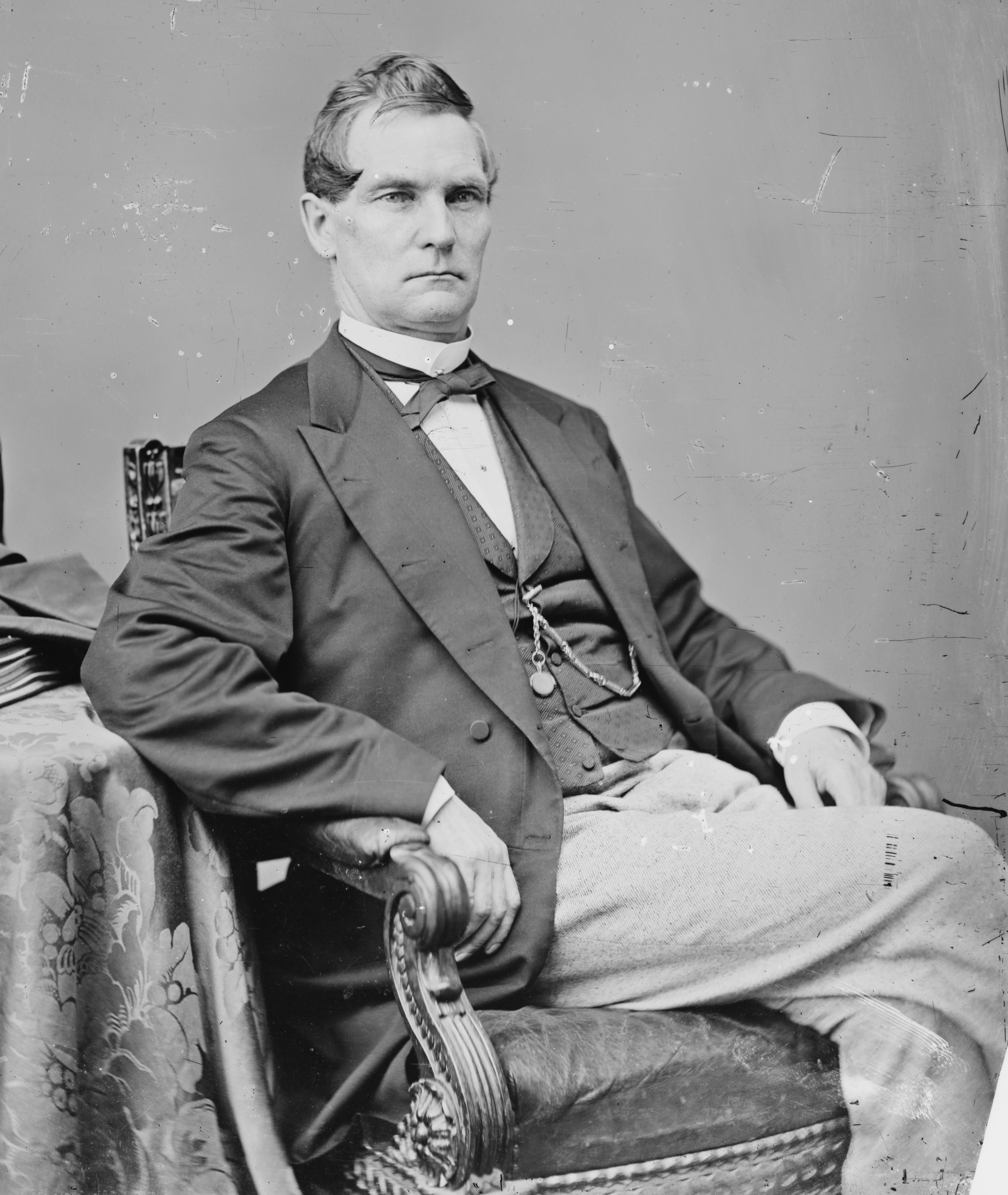
William Almon Wheeler

William Almon Wheeler (* 30. Juni 1819 in Malone, Franklin County, New York; † 4. Juni 1887 ebenda) war ein US-amerikanischer Politiker und von 1877 bis 1881 der 19. Vizepräsident der Vereinigten Staaten.

## Leben
Wheeler absolvierte die Franklin Academy in seinem Heimatort Malone und die University of Vermont in Burlington. Zwischen 1845, dem Jahr seiner Zulassung als Rechtsanwalt, und 1849 war er Bezirksstaatsanwalt im Franklin County. Dann ging er in die Politik und war von 1850 bis 1851 zunächst Abgeordneter in der New York State Assembly; danach saß er für einige Jahre im Senat dieses Staates. Als Kandidat der Republikaner wurde er 1861 ins Repräsentantenhaus der Vereinigten Staaten gewählt. Insgesamt war er von 1861 bis 1863 sowie von 1869 bis 1877 Abgeordneter im Kongress in Washington. Trotz seiner politischen Ämter erlangte er in all den Jahren keine große Bekanntheit.
Wheeler wurde im Vorfeld der Präsidentschaftswahl 1876 von den Republikanern als Verlegenheitskandidat für den Posten des Vizepräsidenten aufgestellt und amtierte nach dem Sieg über die Demokraten Samuel J. Tilden und Thomas A. Hendricks von 1877 bis 1881 während der Präsidentschaft von Rutherford B. Hayes. Dieser wurde von der Nominierung Wheelers als seinem Running Mate bei der Republican National Convention in Cincinnati derart überrascht, dass er erst einmal nachfragen musste, um wen es sich denn überhaupt handelte.
Nach dem Ende seiner Amtszeit zog Wheeler sich aus gesundheitlichen Gründen aus dem öffentlichen Leben zurück.